# سرگی آلینیکوف
سرگی آلینیکوف (زادهٔ ۷ نوامبر ۱۹۶۱) یک بازیکن فوتبال اهل بلاروس است. وی در تیم ملی فوتبال بلاروس بازی کرده است.